# 박가영
박가영(1988년 1월 25일 ~ )은 대한민국 SBS의 리포터이자 프리랜서 아나운서이다.

## 학력
- 숙명여자대학교 언론정보학부

## 진행

### 텔레비전
- SBS 모닝와이드, SBS 12 뉴스, SBS 오뉴스 생생 지구촌
- SBS 모닝와이드 모닝클릭, 굿모닝연예, 실시간e뉴스
- SBS 모닝와이드 SBS 파워 스포츠 (2017년 2월 15일 ~ 2017년 3월 24일, 2021년 5월 3일 ~ 2024년 9월 27일)
- 연합뉴스TV 뉴스1번지, 뉴스센터13
- 연합뉴스TV 뉴스 01~04 (2021.05.17 ~ 2021.11.29)
- 연합뉴스TV 뉴스 17
- 연합뉴스TV 뉴스워치 Go! 스포츠
- 한국직업방송 고용브리핑365
- 한국투자증권 유튜브방송 뱅키스 (평일 오전. 2021.05.03 ~ 현재)

## 언론보도
박가영은 숙명여대 홍보대사 출신이다. 숙대 홍보모델은 아나운서를 많이 배출한 것으로 유명하다.